# Zburiivka, Hola Prîstan
Zburiivka (în ucraineană Збур'ївка) este localitatea de reședință a comunei Zburiivka din raionul Hola Prîstan, regiunea Herson, Ucraina.

## Demografie
Componența lingvistică a localității Zburiivka
     Ucraineană (90,08%)
     Rusă (4,76%)
     Alte limbi (0,55%)
Conform recensământului din 2001, majoritatea populației localității Zburiivka era vorbitoare de ucraineană (90,08%), existând în minoritate și vorbitori de rusă (4,76%).